# Planétarium de Bogota
Le Planétarium de Bogota est un centre culturel et un planétarium se trouvant dans le Centre international de Bogota, la capitale de la Colombie, plus précisément à Santa Fe, le 3e district de Bogota D.C., entre la Plaza Santamaría et le Parque de la Independencia.
Consacré à l'astronomie, aux sciences de l'espace et à la diffusion de la culture scientifique, le planétarium de Bogota, en tant que lieu public de culture, dépend de la Direction générale des équipements de l'Institut Distrital de las Artes, Idartes.
La présentation, dans le dôme, du ciel avec ses constellations et ses étoiles, était faite initialement à l'aide d'un projecteur optique mécanique, donc sans production d'images numériques, mais elle comporte actuellement un spectacle de lumières numériques.

## Histoire

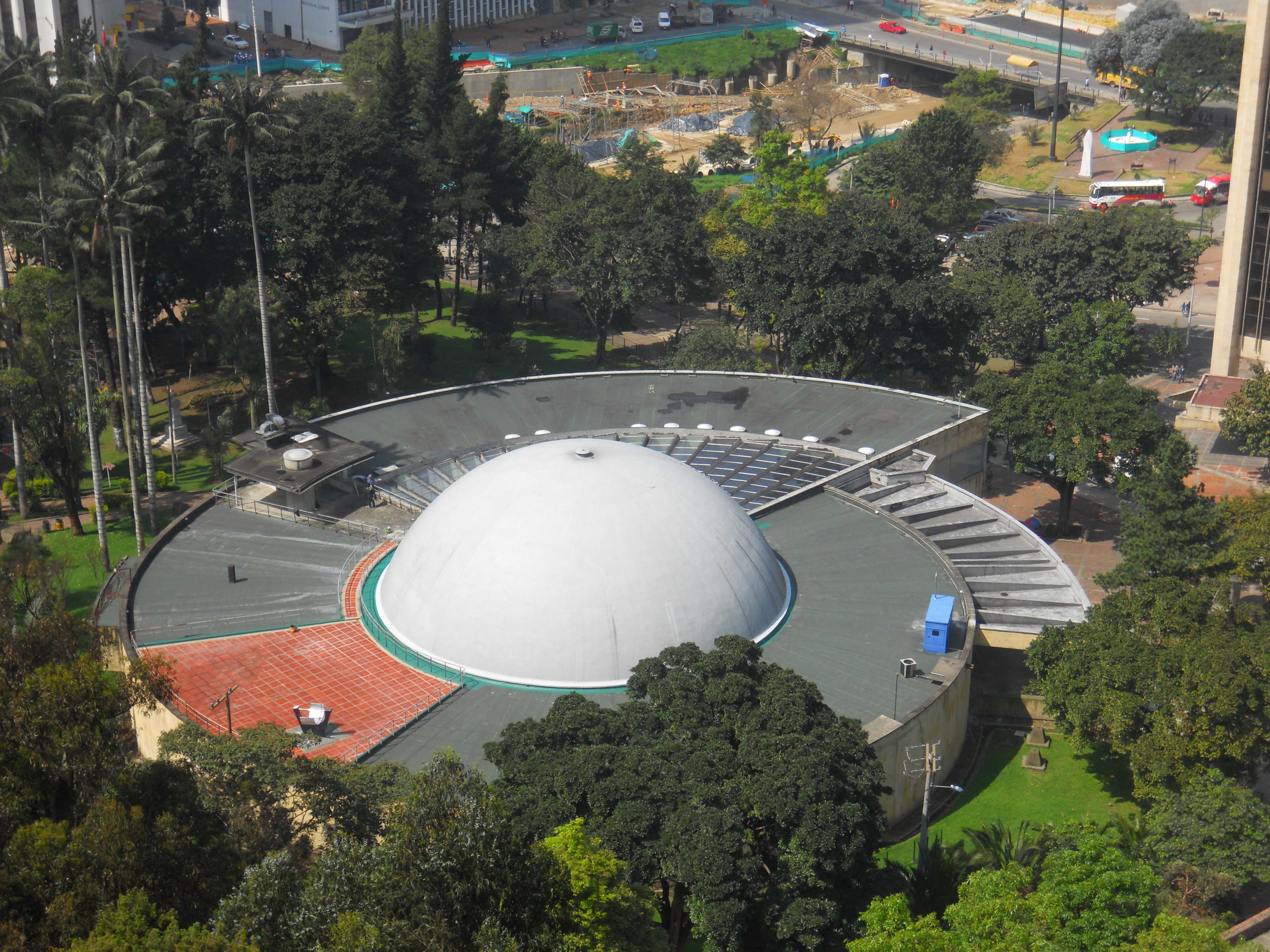
Planétarium de Bogota

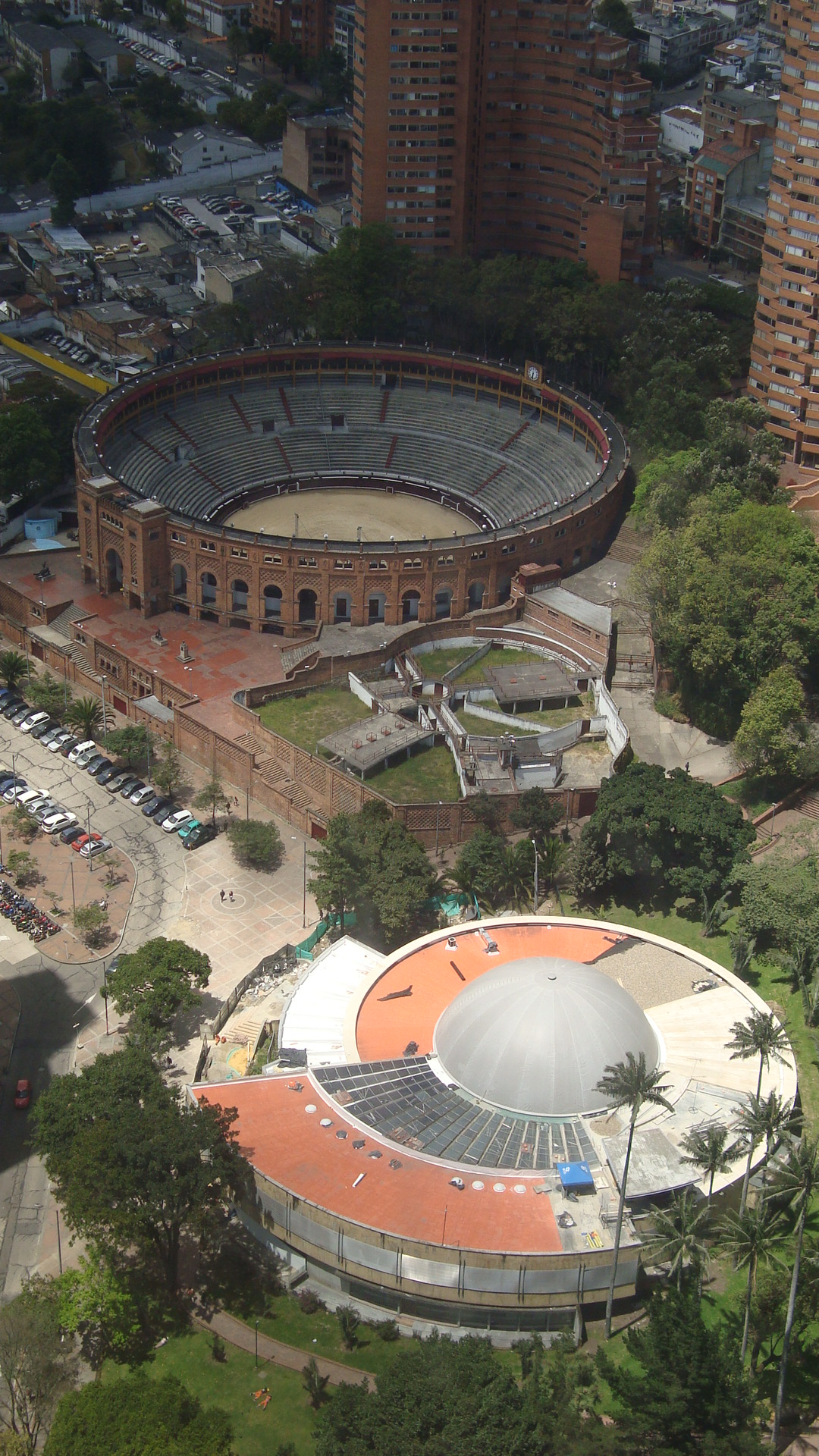
Le planétarium et la Plaza Santamaría

En 1967, l'alcalde (le maire) de Bogota, Virgilio Barco Vargas, qui fut président de Colombie de 1986 à 1990, proposa de construire un planétarium. Un accord fut signé avec la Fédération des producteurs de café de Colombie pour l'acquisition du matériel et la gestion de la dette correspondante. L'inauguration de l'édifice eut lieu le 22 décembre 1969 en la présence du président de la République Carlos Lleras Restrepo.
Le planétarium de Bogota fut le premier d'une série de neuf musées. L'édifice abrite aussi l'ancien musée de l'urbanisme et la galerie Santa Fe. Initialement s'y trouvaient le musée de sciences naturelles, la cinémathèque du district et le musée d'Art moderne. De notables améliorations ont été apportées au planétarium entre décembre 1999 et septembre 2000 comprenant diverses implantations : le musée de Bogota, une terrasse d'observations astronomiques, un café-restaurant avec une salle Internet, des espaces destinés aux expositions dans la galerie Santa Fe.
Depuis 2006 le planétarium de Bogota dépend de l'administration de l'Institut du patrimoine culturel. Il est géré en tant que Centre culturel. Avec le soutien de la Secretaría de Cultura, Recreación y Deporte en français : « Secrétariat de la Culture, du Loisir et du Sport », il a été procédé à des investissements pour la rénovation technologique du planétarium de Bogota, dont le dôme a un diamètre de 25 m, afin de le hisser parmi les plus importants d'Amérique du Sud et même de tout le continent américain.
Un nouvel auditorium et le musée de l'Espace comportant cinq salles ont été aménagés. En 2008, deux projecteurs numériques Zeiss ont été acquis. En 2010, l'écran de projection du dôme a été remplacé. L'écran actuel, de type NanoSeam, est composé de 420 panneaux aux joints invisibles. Les isolations thermique et acoustique ont été rénovées. En 2011 ont eu lieu la structuration du système de gestion et de fonctionnement du planétarium ainsi que des travaux de génie civil et de sécurité.
La valorisation du planétarium entraîne la revitalisation du centre-ville et en fait un intéressant point de repère touristique de la capitale colombienne.

## Informations générales
La durée de la visite dans le dôme est d'une heure. Elle comprend la projection du ciel, des constellations, des étoiles et un spectacle de lumières numériques. Le planétarium comporte 482 places assises.